# Zach Freeman
Zach Freeman (* 4. Mai 1985 in Bloomington, Illinois) ist ein ehemaliger US-amerikanischer Basketballspieler.

## Laufbahn
Freeman spielte von 2003 bis 2004 in seinem Heimatland, den Vereinigten Staaten, an der Illinois Wesleyan University in der dritten NCAA-Division. Zu seinen Mannschaftskollegen gehörte auch sein Zwillingsbruder Andrew. Zach Freeman stand in seinen 107 Spielen für die Hochschulmannschaft stets in der Anfangsaufstellung. Er erzielte insgesamt 1688 Punkte. Seine besten Werte erreichte er 2006/07, als er im Schnitt 21,6 Punkte sowie 9,1 Rebounds je Begegnung erzielte.
2007 wechselte er zum deutschen ProA-Basketballverein Phoenix Hagen. Dort fiel er vor allem durch eine sehr sachliche, aber effektive Spielweise auf. In seiner zweiten und letzten Saison bei Phoenix Hagen war er neben Chase Griffin der treffsicherste Spieler seiner Mannschaft. 
In seinem Heimatland wurde Freeman als Lehrer tätig. Im März 2021 wurde er in Bloomington Schulleiter der Washington Elementary School.